# Rossana
Rossana (piemontesisch Rossan-a) ist eine italienische Gemeinde mit 825 Einwohnern (Stand 31. Dezember 2023) in der Provinz Cuneo (CN), Region Piemont.

## Lage und Einwohner
Der Ort liegt 24 km von der Provinzhauptstadt Cuneo entfernt am Beginn des Valle Varaita, am rechten Ufer des Flusses Torto. Das Gemeindegebiet umfasst eine Fläche von 19 km². Zu der Gemeinde gehören die Fraktionen (Frazioni) Lemma, Madonna delle Grazie, Molino della Valle und Molino Varaita.
Die Nachbargemeinden sind Busca, Costigliole Saluzzo, Piasco  und Venasca.

## Geschichte

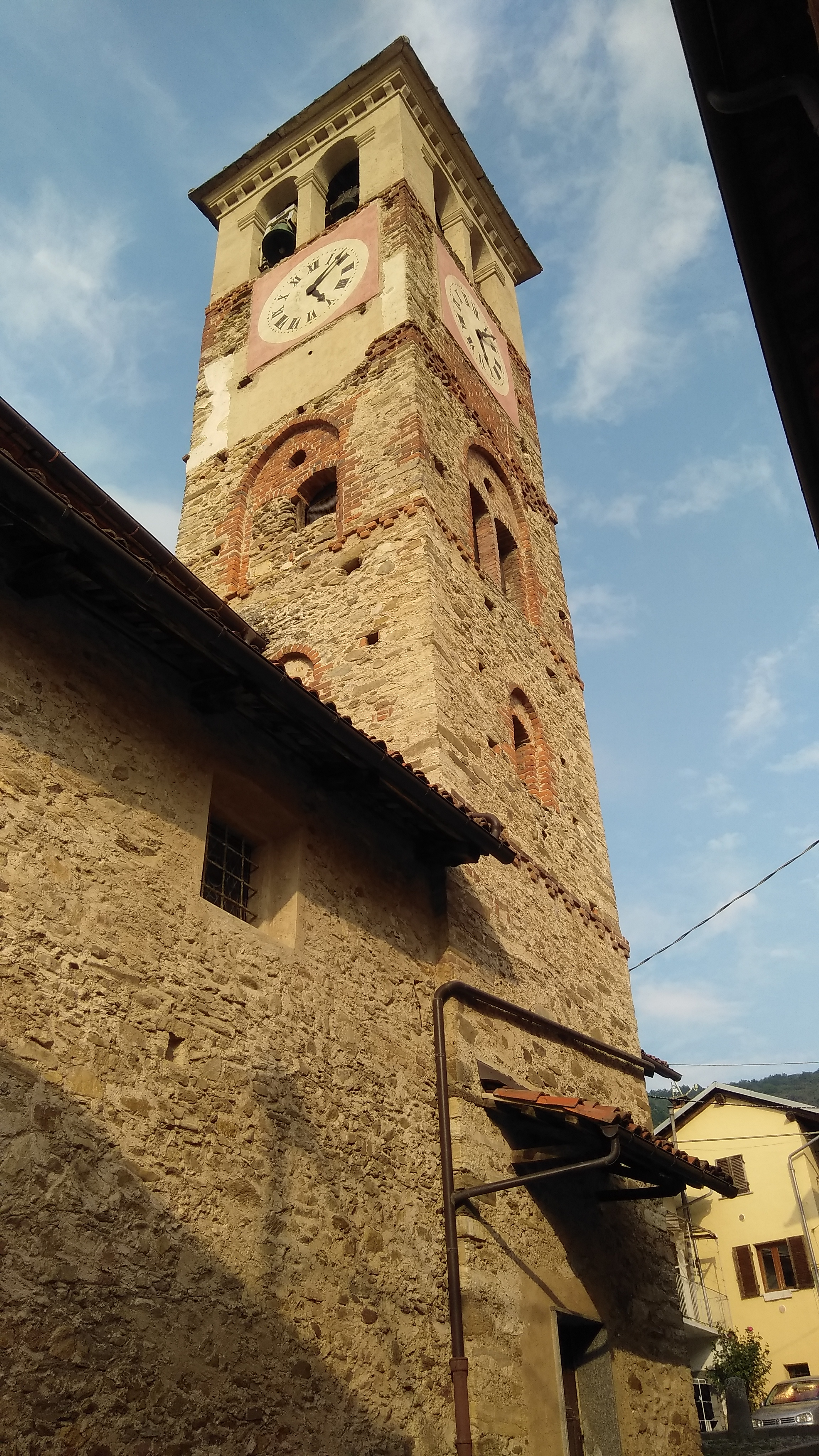
Kirchturm di Maria Vergine Assunta

Der Name Rossana wird vielfach auf das Adjektiv roscianus oder rossianus zurückgeführt, der vermutlich auf eine römische gens entsprechenden Namens aus der Zeit der römischen Eroberung im 2. Jahrhundert v. Chr. zurückgeht. Als Fondus oder Ager Roscianus eingerichtet, übertrug sich die feminine Form durch die Villa oder Cohors Rosciana auf den Ort. 
Im Gebiet von Bracalla, bei casale Barbero, fand sich eine dreizeilige römische Inschrift, die heute in einer Wand des Palazzo Garro eingemauert ist, dem ehemaligen Sitz der Gemeindeverwaltung. Carlo Fedele Savio nahm 1937 an, dass die „Bagienni“, die Vegenni, ein ligurischer Stamm, der den Taurinern zugerechnet wird, die Provence und das Piemont beherrschten. Daraus leitete er die übergreifende gemeinsame Sprache und Kultur der Regionen ab.
Rossana wurde 998 ein Gut des Bistums Turin und blieb es bis zur Französischen Revolution. Dabei genossen die Talorte allerdings ein verhältnismäßig hohes Maß an Autonomie. 1155 ging der Feudalbesitz an Guglielmo del Vasto, den deutschen Grafen von Busca, dessen Nachkommen die Herrschaft bis ins frühe 14. Jahrhundert behielten. Dabei unterstanden sie formal den Grafen von Saluzzo, deren westlicher Vorposten das Tal wurde.
Eigentliche Herren des Ortes wurde die Familie des Gaskonen Archibald (Arcibaldo) di Abzac. Seine Familie starb in Rossana um 1317 aus, und die Bischöfe von Turino ersetzten diese Dynastie durch andere Familien, nämlich die Mazucco da Melle, die Cervere, die Ricciardino da Savigliano, die Romagnano, die Bernezzo, die Gazelli de Selve.
Mit der Besetzung durch Savoyen verloren die Markgrafen von Saluzzo im 14. und 15. Jahrhundert ihre Vorherrschaft endgültig. Letzter Signore von Rossana war Luigi Gazelli, 1772 durch König Carlo Emanuele III. zum Conte erhoben. Paola Ruffo di Calabria, eine Nachkommin, wurde 1993 Königin von Belgien.
Im Ersten Weltkrieg starben 20 Bewohner des Ortes, 36 waren es im Zweiten Weltkrieg. Am 12. Juli 1944 brannten die deutschen Besatzer 69 Häuser nieder.